# (2358) Bahner
(2358) Bahner es un asteroide perteneciente al cinturón de asteroides, descubierto el 2 de septiembre de 1929 por Karl Wilhelm Reinmuth desde el Observatorio de Heidelberg-Königstuhl, Alemania.

## Designación y nombre
Designado provisionalmente como 1929 RE. Fue nombrado Bahner en honor al astrónomo Klaus Bahner.